# روسانا
روسّانا هيبلدية (كوميون) في مقاطعة كونيو في منطقة بيدمونت الإيطالية، وتقع على بعد نحو 60 كيلومتر (37 ميل) جنوب غرب تورينو ونحو 20 كيلومتر (12 ميل) شمال غرب كونيو. في 31 ديسمبر 2004، كان عدد سكانها 950 نسمة وتبلغ مساحتها 19.9 كيلومتر مربع (7.7 ميل2).
تقع روسّانا على حدود البلديات التالية: بوسكا، كوستيليولي سالوتسو، بياسكو، فيناسكا.